# Hans Schwippert

Bundeshaus, Briefmarke Deutsche Post 1986

Hans Schwippert (* 25. Juni 1899 in Remscheid; † 18. Oktober 1973 in Düsseldorf; eigentlich: Johannes; in seiner Aachener Kunstgewerbeschul-Zeit auch „Hanns“) war ein deutscher Architekt, Städtebauer, Objektgestalter und Hochschullehrer des Wiederaufbaus in der westdeutschen Nachkriegsmoderne und seit 1930 Mitglied im deutschen Werkbund.

## Leben und Werk
Hans Schwippert wuchs im Bergischen Land und Ruhrgebiet auf. Nach seinem Abitur am Realgymnasium Essen-Altenessen und Kriegsdienst an der Westfront studierte er ab 1919 Architektur, zunächst an den Technischen Hochschulen Hannover und Darmstadt, dann ab 1920 an der Technischen Hochschule Stuttgart. Dort schloss er sein Architekturstudium 1923 bei Paul Schmitthenner mit dem Diplom ab.

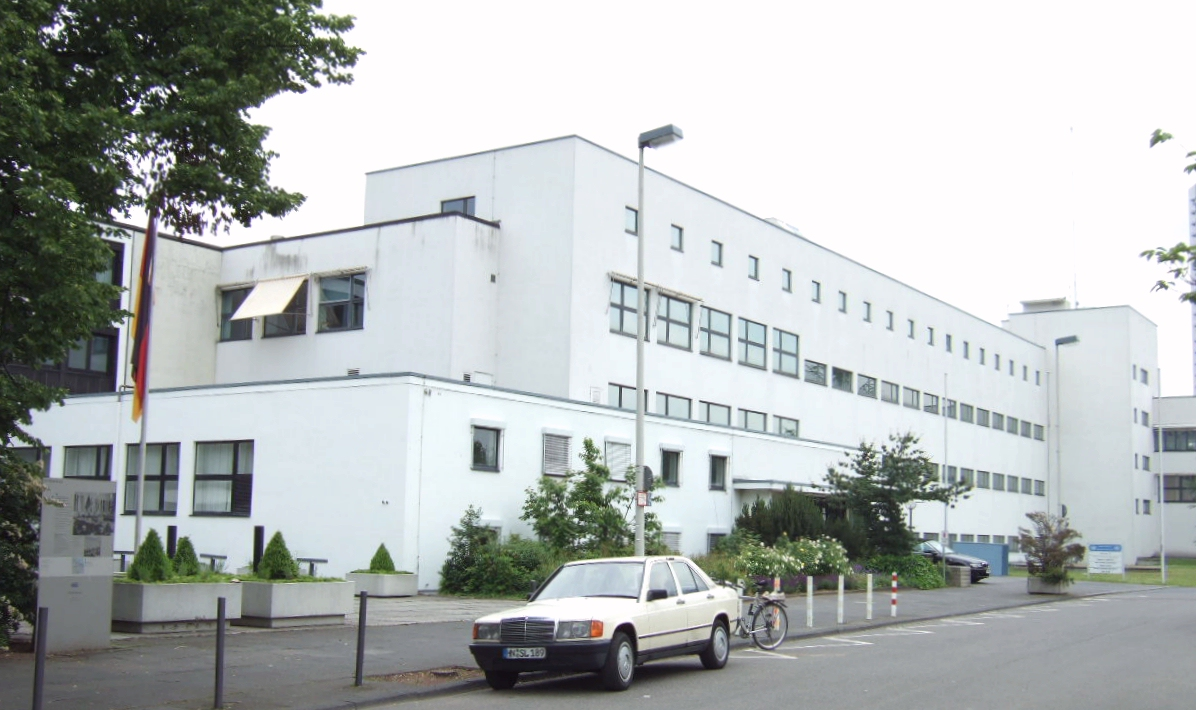
Bundeshaus Bonn (Umbau und Erweiterung der ursprünglich geplanten Pädagogischen Hochschule Bonn, 1949)

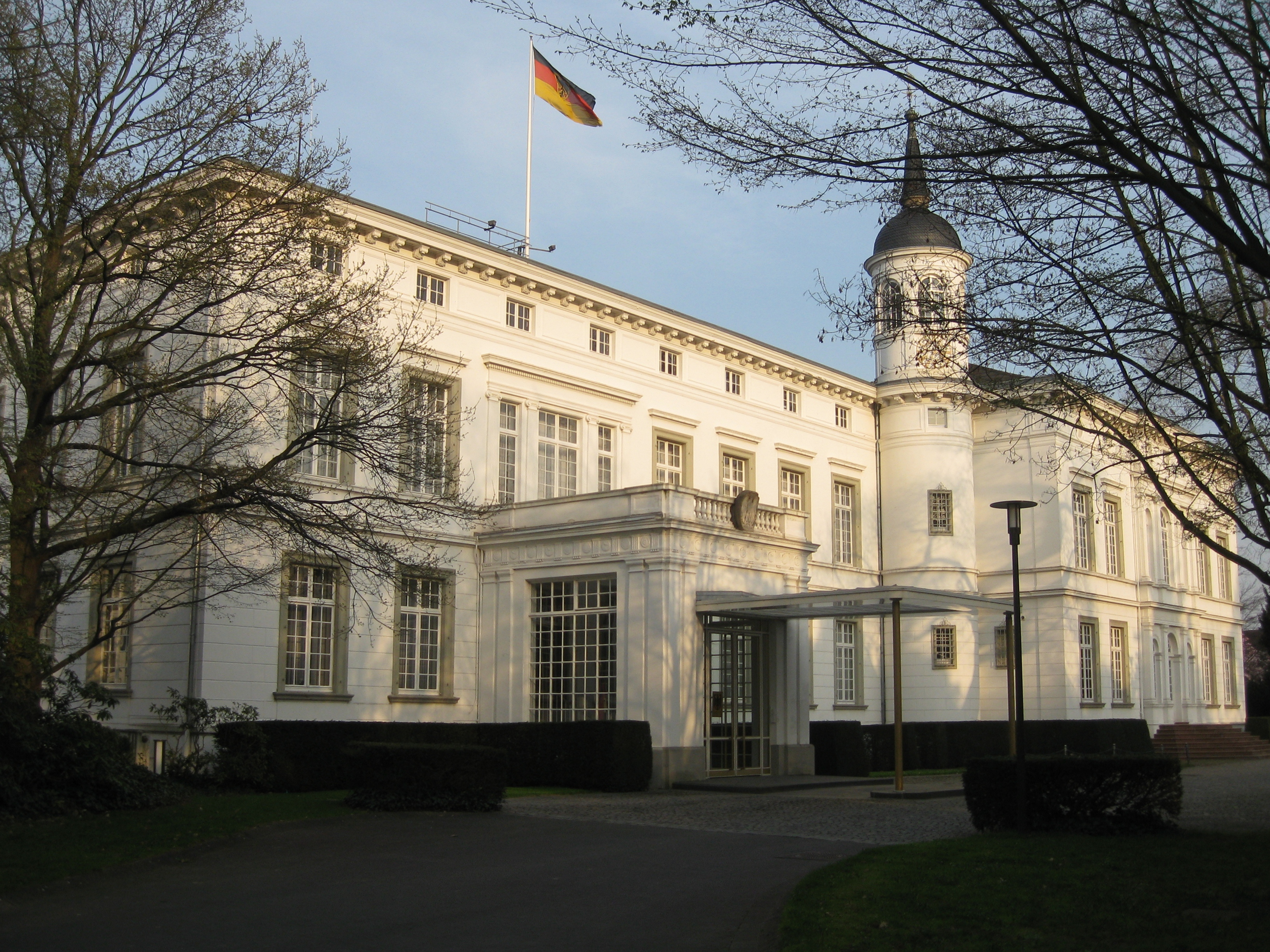
Bundeskanzleramt, Umbau und Erweiterung Palais Schaumburg (1950)

1924 ging Hans Schwippert nach Berlin. Er arbeitete im Bauatelier von Erich Mendelsohn und lernte 1925 Ludwig Mies van der Rohe kennen. 1926 beteiligte er sich am Wettbewerb Frauenfriedenskirche Frankfurt. 1927 baute er für seine Eltern ein Wohnhaus in Duisburg. Im selben Jahr holte Rudolf Schwarz ihn als Lehrer des Vorkurses und der Entwurfsklasse an die Werkkunstschule Aachen. Bis zur Schließung der Werkkunstschule Aachen durch die Nationalsozialisten im Jahre 1934 arbeitete Schwippert mit Schwarz und Johannes Krahn zusammen. Er entwarf Möbel, Einrichtungen, Ausstellungen. Er trat 1930 in den Deutschen Werkbund ein und baute zwischen 1934 und 1938 für seinen Bruder, den Bildhauer Kurt Schwippert, ein Atelierhaus in der Eifel sowie Wohnhäuser in Bad Godesberg, Aachen, Düsseldorf und Berlin. 1937 leitete er die Gestaltung der Deutschen Kapelle im Pavillon Pontifical auf der Weltfachausstellung Paris.
Ab 1935 bis 1946 übernahm Hans Schwippert Lehraufträge an der Rheinisch-Westfälischen Technischen Hochschule Aachen (RWTH Aachen). 1935 war er Assistent am Lehrstuhl für Freihandzeichnen, von 1936 bis 1946 Lehrbeauftragter für Werklehre, von 1938 bis 1943 Mitarbeiter an der (ersten) Deutschen Warenkunde (Kunstdienst Berlin). 1943 promovierte er über „Wertware und Werkkunde“ und habilitierte über „Von Werklehre und Werkerziehung“ an der RWTH Aachen.

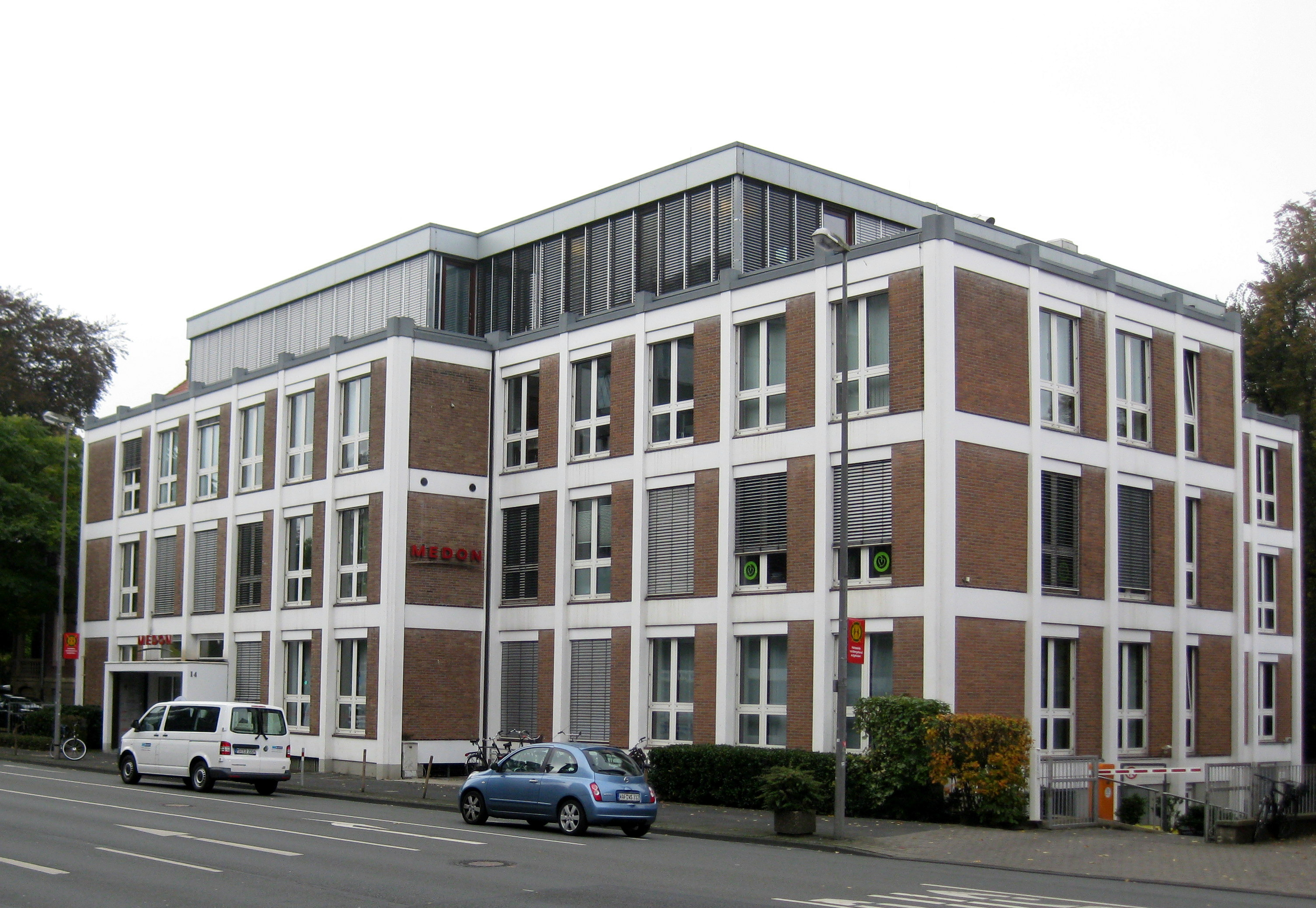
Industrie- und Handelskammer Münster (1954), heute: Bürohaus, aufgestockt und „modernisiert“, Foto: Oktober 2016

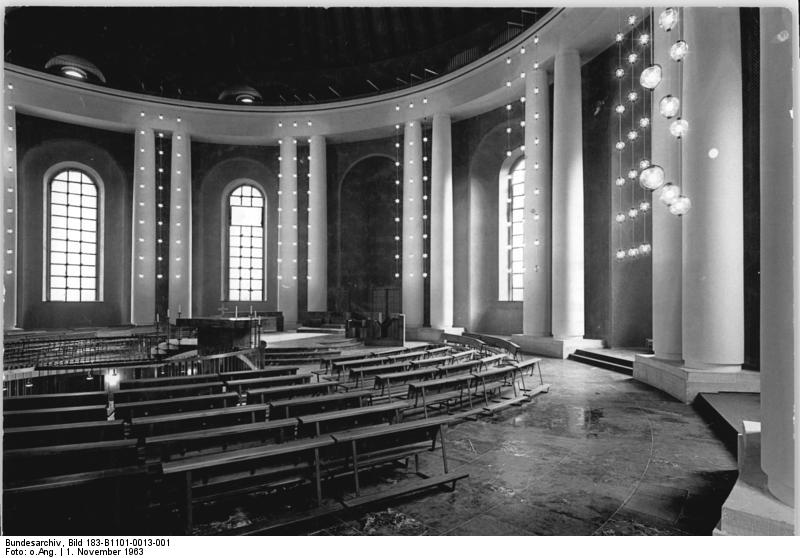
St.-Hedwigs-Kathedrale Berlin, Innenraumgestaltung 1956–1963

Hans Schwippert war mit Edmund Sinn, Gerd Heusch, Kurt Pfeiffer und anderen einer von neun Bürgern, die von der amerikanischen Militärregierung im November 1944 zu „Bürgermeistern“ ernannt und als zivile Übergangsregierung in Aachen eingesetzt wurden. Unter Oberbürgermeister Franz Oppenhoff war Hans Schwippert bis zu dessen Ermordung im März 1945 für technische Bereiche in der kriegszerstörten Stadt zuständig. 1944 forderte er die notwendige Einheit von „Theorie und Praxis“ in dem gleichnamigen Text, der 1947 im Heft 1 von Baukunst und Werkform erschien und den Ulrich Conrads 2003 wieder veröffentlichte. Bereits 1945 sah er „in der angeblichen notwendigen Trennung der Arbeitsplätze von den Wohnplätzen ein Übel“. 1945 zog Hans Schwippert nach Düsseldorf. Er lenkte dort die Abteilung Wiederaufbau der Nordrhein-Provinz, ab 1946 das Wiederaufbauministerium des Landes Nordrhein-Westfalen.
1946 folgte Hans Schwippert dem Ruf als o. Professor auf den Lehrstuhl für Werklehre und Wohnbau der RWTH Aachen (1946–1961) und übernahm gleichzeitig den Neuaufbau der Lehre wie der Klasse für Baukunst an der Staatlichen Kunstakademie Düsseldorf, der er als ihr Rektor von 1956 bis zu seiner Emeritierung 1966 internationales Ansehen verschaffte.
Hans Schwippert, der bis zu seinem Tode 1973 in Düsseldorf lebte, prägte insbesondere mit dem Bundeshaus Bonn (1949), der Viktorshöhe in Bad Godesberg (1949), dem Bundeskanzleramt im Palais Schaumburg (1950), dem neugestalteten Innenraum der wiederaufgebauten St.-Hedwigs-Kathedrale Berlin (1952–1963) und dem Wohnhochhaus im Hansaviertel Berlin die frühe Nachkriegsmoderne der Bonner Republik. Als Objektgestalter entwarf er Systemmöbel, Sakralgegenstände sowie Bestecke für C. Hugo Pott und stellte zusammen mit seinem Bruder, dem Bildhauer Kurt Schwippert, in der Galerie Lempertz Contempora Köln (Dezember 1969 bis Januar 1970) aus.
Schwippert war in erster Ehe, zwischen 1928 und 1934, mit der Tänzerin Lies Eisinger verheiratet, in zweiter Ehe seit 1950 mit der Schauspielerin Gerda Maria Terno, die sich nach Schwipperts Tod des Nachlasses annahm. Nach ihrem Tod 1995 übernahm das Germanische Nationalmuseum in Nürnberg seinen Nachlass ins Deutsche Kunstarchiv.

## Öffentliches Wirken und Auszeichnungen
- 1952 Leitungsausschuss des Darmstädter Gesprächs ‚Mensch und Technik (Erzeugnis, Form, Gebrauch)‘
- 1954 Verdienstkreuz des Deutschen Roten Kreuzes
- 1947–1963 Wiedergründung und Vorsitz des Deutschen Werkbundes
- Ab 1949 Begründer und Mitherausgeber der Monatszeitschrift des Deutschen Werkbundes Werk und Zeit
- Ab 1953 Mitbegründer und Präsidialmitglied des Rates für Formgebung
- Ab 1954 Verwaltungsratsmitglied des Kulturkreises im Bundesverband der Deutschen Industrie
- 1955 Mitglied der Akademie der Künste Berlin
- 1957 Großer Staatspreis für Baukunst des Landes Nordrhein-Westfalen
- 1958 Officier de l’ordre Leopold Belgien

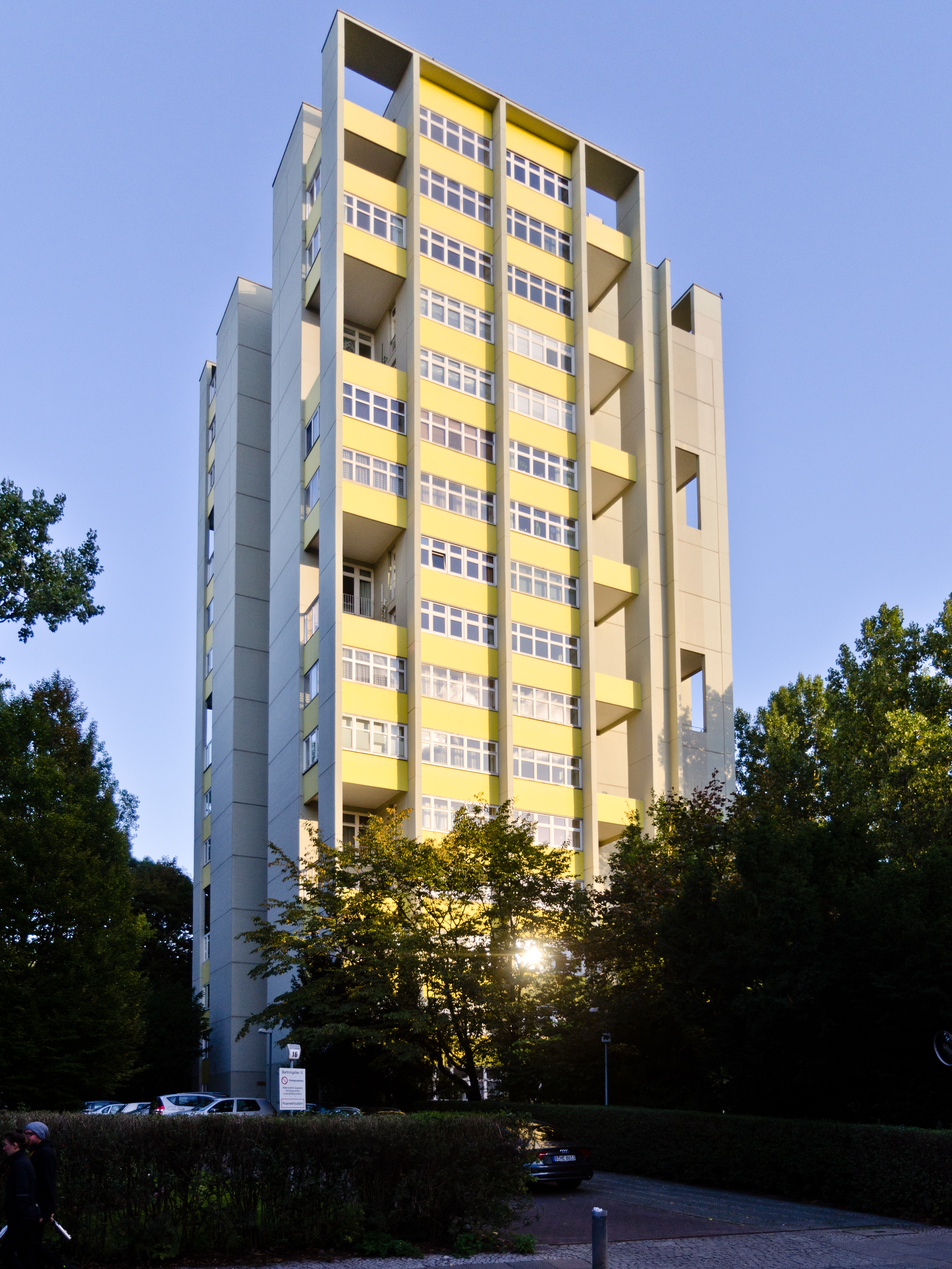
Turmhaus (Wohnhochhaus) Hansaviertel Berlin (1957)

- Ab 1958 Mitglied der Fondation Européenne de la Culture
- 1959 Großes Verdienstkreuz der Bundesrepublik Deutschland
- Ab 1962 Mitglied der Rhein.-Westf. Akademie der Wissenschaften
- 1962 Mitglied der Royal Society of Arts, London
- 1963–1969 Vorsitz des Deutschen Werkbundes West-Nord
- 1964–1968 Mitglied des Gründungsausschusses der Universität Dortmund
- Ab 1971 Mitglied im Deutschen Komitee für kulturelle Zusammenarbeit in Europa
- Ab 1973 Gründungsmitglied des internationalen Design-Zentrums Berlin

## Bauten (Auswahl)
- 1928–1930: Fronleichnamskirche in Aachen (beteiligt als Mitarbeiter von Rudolf Schwarz)[6]
- 1929–1930: Soziale Frauenschule (spätere Katholische Fachhochschule) in Aachen (beteiligt als Mitarbeiter von Rudolf Schwarz)
- 1932: Haus Feist in Bad Godesberg[7]
- vor 1943: Einfamilienwohnhaus Dr. Ö. in Aachen[8]
- vor 1943: Haus R. in Aachen (mit Georg Pleuß)[8]
- 1948–1949: Ausbau der ehem. Pädagogischen Akademie zum Bundeshaus Bonn in Bonn

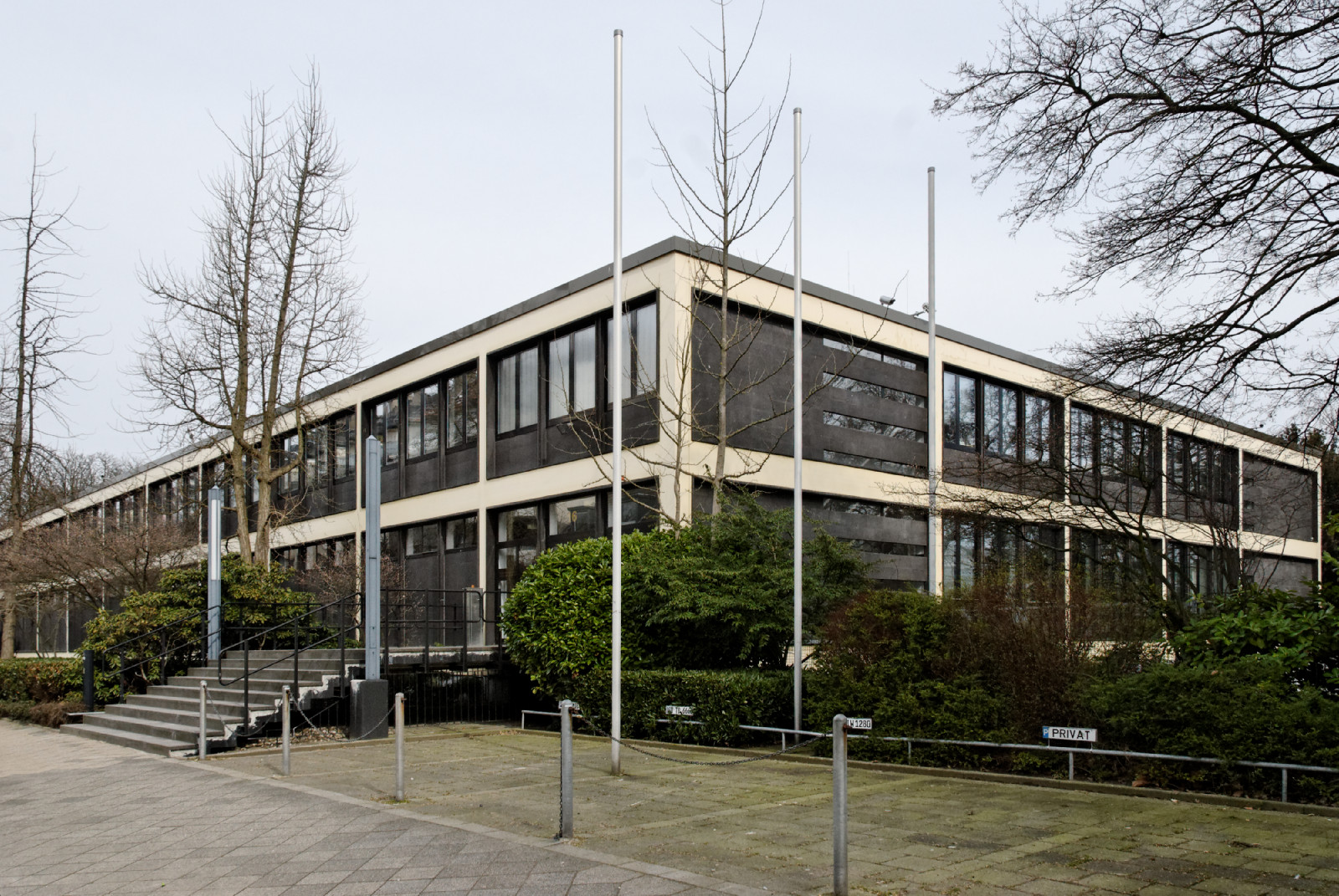
Karl-Arnold-Haus, Rheinisch-Westfälische Akademie der Wissenschaften Düsseldorf (1960)

- 1950–1951: Wiederaufbau der katholischen Kirche St. Paulus in Düsseldorf
- 1952–1963: Wiederaufbau der Sankt-Hedwigs-Kathedrale in Berlin-Mitte (Schwipperts Innenraumkonzept bei der Sanierung 2018 zerstört)
- 1953/1954: Industrie- und Handelskammer in Münster
- 1953/1954: DRK-Zentrale in Bonn (2003 abgerissen; siehe Office Port Bonn)
- 1954/1955: Verwaltungsgebäude der Provinzial-Versicherung in Düsseldorf in Arbeitsgemeinschaft mit Wilhelm Riphahn und Eugen Blanck
- 1955: Wohn- und Atelierhaus Schwippert in Düsseldorf-Golzheim
- 1955: Mensa der RWTH Aachen mit Olaf Eric Runge
- 1955: Europahaus in Oberhausen
- 1956–1960: Georg-Büchner-Gymnasium in Darmstadt mit Karl Wimmenauer
- 1957: Wohnhochhaus auf der Interbau im Hansaviertel in Berlin

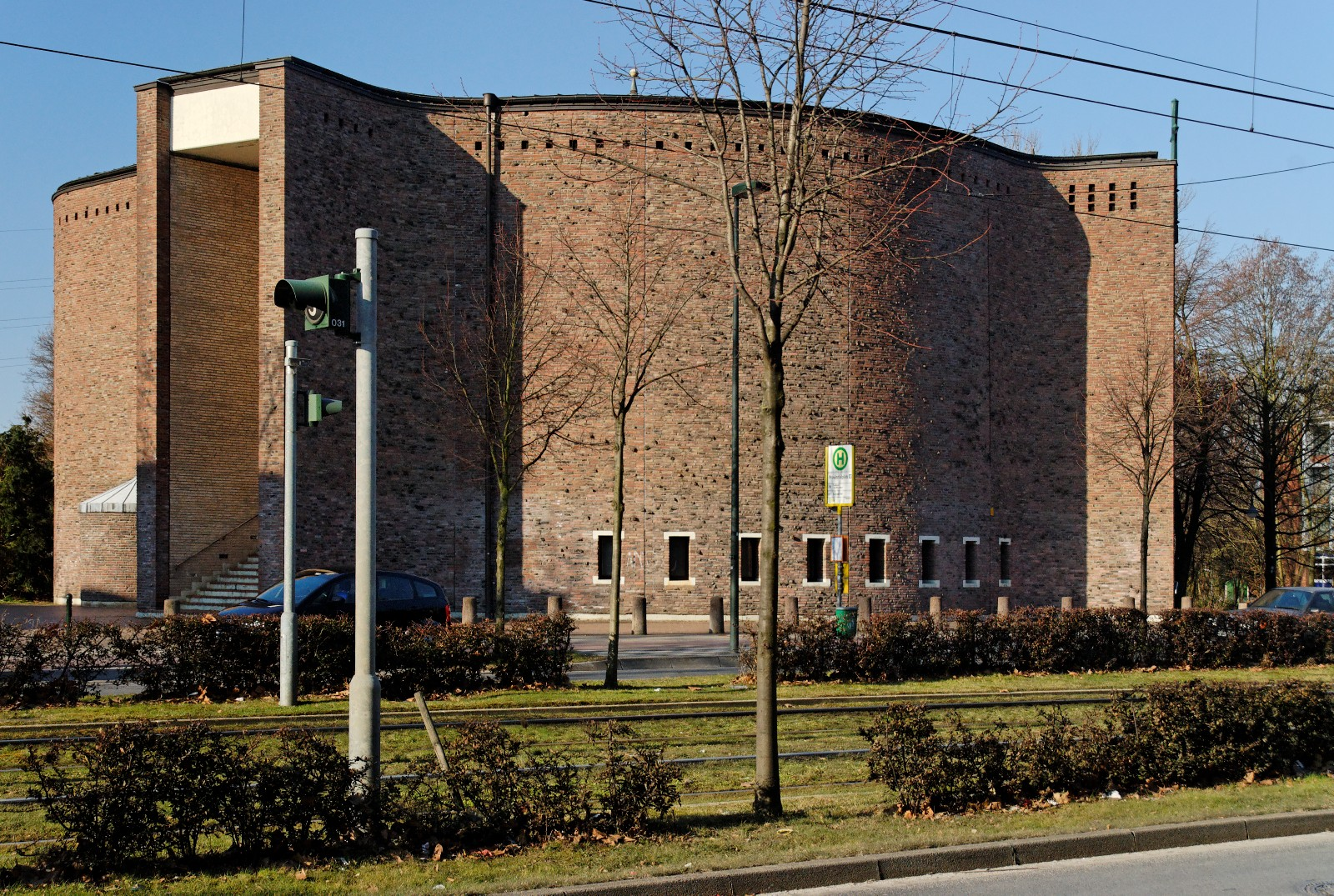
Franz-von-Sales-Kirche Düsseldorf (1971)

- 1959–1960 Katholische Kirche St. Bartholomäus, Köln-Ehrenfeld (seit Januar 2014 erste Grabeskirche im Erzbistum Köln)[9]
- 1960: Karl-Arnold-Haus in Düsseldorf mit Friedrich Kohlmann
- 1962 Pfarrkirche Heilige Familie in Düsseldorf-Stockum
- 1969–1971: Franz-von-Sales-Kirche in Düsseldorf

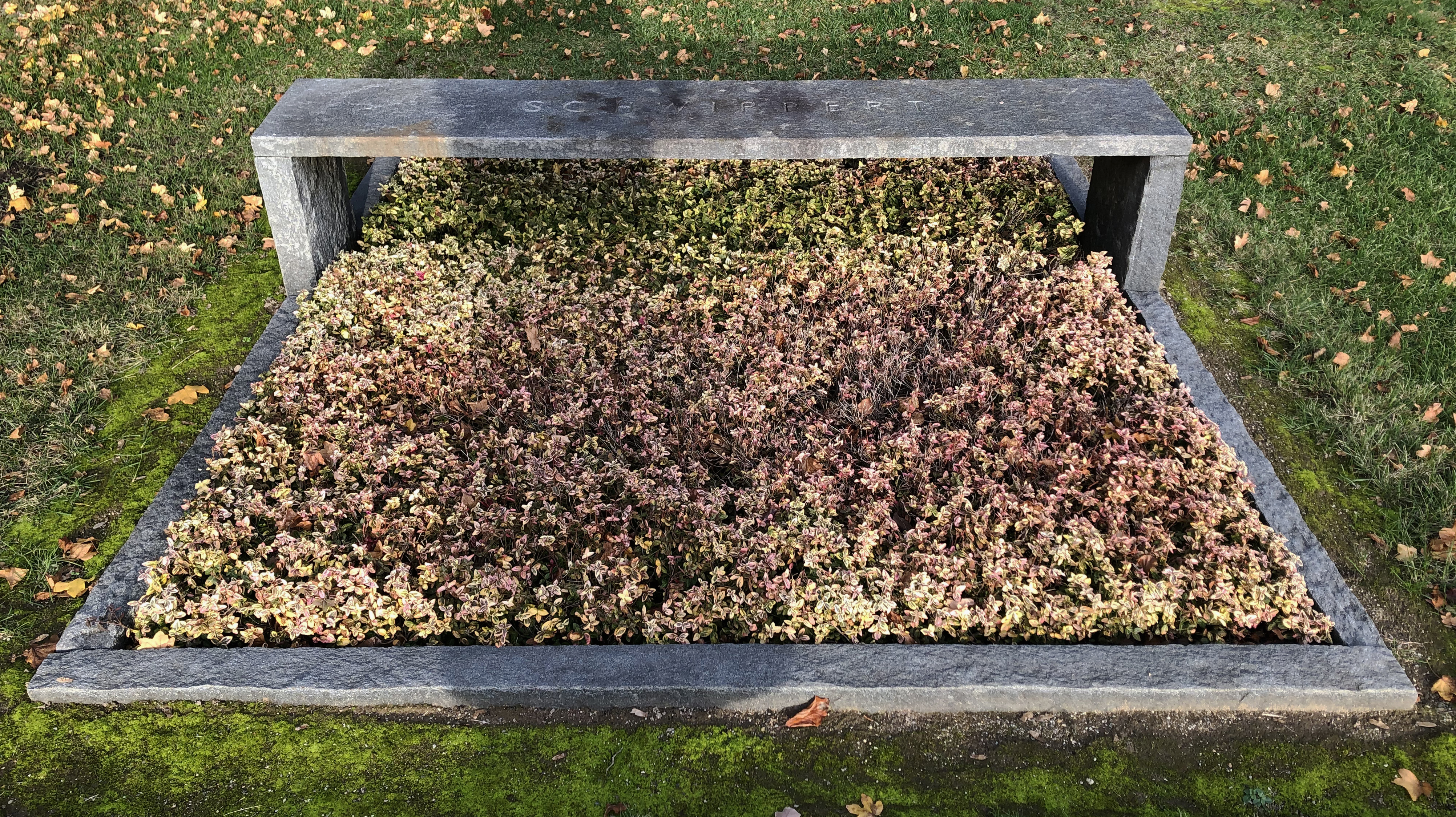
Grabstätte Schwippert auf dem Nordfriedhof von Düsseldorf

## Zitat
„Was ist denn einzurichten? Etwa nur die Wohnung oder – vielleicht doch das Leben?“

– Hans Schwippert, Einrichten, Richten, Urteilen, Rechtsprechen (1962)

## Schriften
- Neuer Hausrat, Kunstgewerbeschule Aachen, Aachen 1931
- Ländliche Möbel in einfacher Herstellung, hrsg. vom Reichskommissar für die Festigung des deutschen Volkstums, Deutsche Landbuchhandlung, Berlin 1943
- Mensch und Technik, Neue Darmstädter Verlags-Anstalt 1951
- Der Fortschritt und die Dinge, Industrieform 1955
- Über das Haus der Wissenschaften und die Arbeit des Architekten von heute, Westdeutscher Verlag; 1961
- Hans Schwippert – Katalog zur Ausstellung in Köln. 1969
- Denken, Lehren, Bauen, Econ-Verlag München 1982, ISBN 3-430-18252-2.
- Vom Machen und Brauchen. Schriften zu Architektur und Gestaltung, hrsg. und erläutert von Agatha Buslei-Wuppermann und Andreas Zeising, Düsseldorf: Grupello Verlag 2008, ISBN 978-3-89978-093-2

## Dokumentation
- Der Fotograf Albert Renger-Patzsch hat die Fronleichnamskirche, die Soziale Frauenschule, das Bundeshaus in Bonn und auch das Wohnhaus von Hans Schwippert in Düsseldorf aufgenommen; diese Aufnahmen sind einmalige Dokumente zur modernen Architektur des 20. Jahrhunderts. Dazu die Publikation in Die Kunst und Das schöne Heim. Bruckmann Verlag, München 1950; Aufsatz mit Fotografien von Albert Renger-Patzsch Das Bundeshaus in Bonn am Rhein von H. Eckstein